# بوجانا يانكوفيتش
بوجانا يانكوفيتش مواليد 7 مايو 1983 في بلغراد، جمهورية يوغوسلافيا الاشتراكية الاتحادية، هي لاعبة كرة سلة صربية سابقة. بدأت مسيرتها الاحترافية في سنة 2002. اعتزلت اللعب في 2016. لعبت مع نادي بارتيزان لكرة السلة للسيدات.

## الإنجازات
نادي بارتيزان لكرة السلة للسيدات
- الدوري الصربي لكرة السلة للسيدات (3): 2009-10، 2010-11، 2011-12
- الدوري الأدرياتيكي للسيدات (1): 2011-12

## روابط خارجية
- بوجانا يانكوفيتش على موقع كرة السلة الأوروبية.كوم (الإنجليزية)
- بوجانا يانكوفيتش على موقع بروبوليرز (الإنجليزية)